# Certonotus flaviceps
Certonotus flaviceps är en stekelart som först beskrevs av Vollenhoven 1879.  Certonotus flaviceps ingår i släktet Certonotus och familjen brokparasitsteklar.

## Underarter
Arten delas in i följande underarter:
- C. f. veteratrix
- C. f. foveatus